# العيادة القانونية

العيادة القانونية ( وتعرف أيضًا بعيادة القانون أو عيادة كلية الحقوق ) هي مساعدة قانونية أو برنامج كلية الحقوق يقدم خدمات للعديد من الأفراد وغالبًا ما يكون لديهم خبرة قانونية عملية لطلاب كلية الحقوق. عادة ما يتم توجيه العيادات من قبل أساتذة ذو خبرة قانونية عملية كبيرة.  وعادة ما تقوم العيادات القانونية بأعمال مجانية في منطقة معينة ، وتقدم خدمات قانونية مجانية للأفراد.
نشأت العيادات القانونية كطريقة للتدريس العملي لطلاب كلية الحقوق ، ولكنها تشمل اليوم أيضًا على المساعدة القانونية المجانية بدون روابط أكاديمية.  وتوجد عيادات قانونية قائمة على الممارسة بدون رابط أكاديمي تعمل على توفير مهارات عملية للمحامين والقضاة وغير المحامين فيما يتعلق بالأبعاد الأخلاقية العملية للقانون في نفس الوقت تقدم خدمات قانونية مجانية للدفاع العام. 

## الحاجة والأهمية

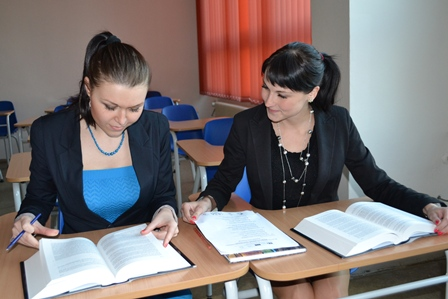
الطلاب الذين يعملون على قضية في مكتب المساعدة القانونية للطالب ، جامعة بالاكي

وفقًا لأفاني بانسال ، في الحالات التي لا تستطيع فيها الأطراف تحمل تكاليف محام وتتلقى الخدمات القانونية من قبل الدولة ، غالبًا ما تكون جودة هذا التمثيل القانوني موضع شك. لذلك ، هناك حاجة إلى التعليم القانوني السريري ، أو إنشاء عيادات المساعدة القانونية في كليات الحقوق ، حيث يمكن لطلاب القانون تقديم المشورة القانونية للأشخاص المعوزين. 

## الغايات والأهداف والطرق
يقدم الطلاب عادة المساعدة في البحث وصياغة الحجج القانونية والاجتماع مع الأفراد. في كثير من الحالات ، يحضر أحد أساتذة العيادة للمرافعة الشفوية أمام المحكمة. ومع ذلك ، فإن العديد من الولايات القضائية لديها قواعد «ممارسة الطلاب» التي تسمح لطلاب عيادة القانون بالمثول والمناقشة في المحكمة.  

## مجالات الخدمة

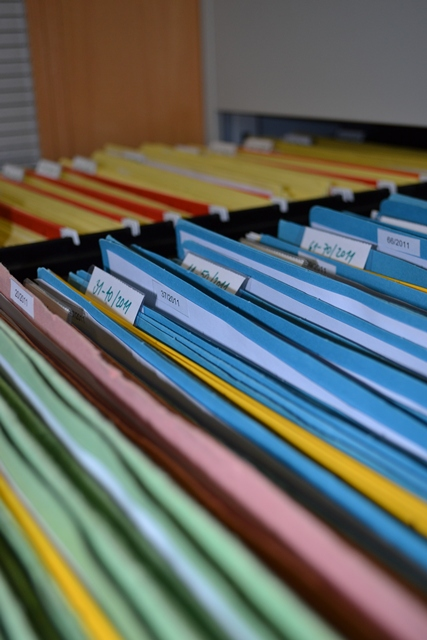
العيادة القانونية - ملفات القضايا في العيادة القانونية بكلية الحقوق بجامعة بالاك

توجد دراسات قانونية عملية عديدة في مجالات متنوعة مثل قانون الهجرة وقانون البيئة والملكية الفكرية والإسكان والدفاع الجنائي والمحاكمة الجنائية والقانون الهندي الأمريكي وحقوق الإنسان والقانون الجنائي الدولي, وطرق كتابة العقود وتنفيذها واستخراج الاحكام القضائية مثل العيادة القانونية في جامعة النجاح الوطنية.  تقاضي العيادات في بعض الأحيان الشركات الكبرى والهيئات الحكومية ، مما أدى إلى معارضة في المحاكم والهيئات التشريعية ، بما في ذلك محاولات لوضع قيود على العيادات التي يمكن أن تقاضيها دون خسارة الدعم الحكومي. 

## العقبات
في حين أن العديد من الولايات القضائية لديها قواعد «ممارسة الطلاب» التي تسمح لطلاب العيادات القانونية بالمثول والمرافعة في المحكمة ،  في بعض البلدان مثل طلاب القانون في الهند لا يزالون يدرسون في كليات الحقوق ولا يمكنهم تمثيل الأفراد في المحاكم بأنفسهم. 
وفقًا لأفاني بانسال فأنه في العديد من كليات الحقوق ، يتم نقل التعليم القانوني دون دعم مكون عملي ويفتقر إلى السياسة العملية والممارسة الواقعية. وتفتقر العديد من العيادات القانونية إلى الاعتمادات الأكاديمية. ويؤدي نقص الموارد ونقص أعضاء هيئة التدريس المدربين لهذا الغرض وعدم مشاركة أعضاء مجلس نقابة المحامين إلى تعليم قانوني عملي غير فعال وضعف في دول مثل الهند وعلماً بأن المجتمعات المحيطة ليست على علم بذلك فلا تقوم بالمشاركة في مثل هذه المساقات. كل هذه الجوانب تحبط الهدف الفعال للعيادة القانونية بمعنى أنها لا تدرب الطلاب في الممارسة ولا تصل إلى الجمهور. 

## عيادات قانونية بارزة

### فلسطين
- عيادة كلية القانون في جامعة النجاح الوطنية

### هولندا
- برنامج أوترخت للقانون السريري حول الصراع وحقوق الإنسان والعدالة الدولية

### الولايات المتحدة الأمريكية
- مشروع ثلاث إضرابات في كلية الحقوق بجامعة ستانفورد
- عيادة المحكمة العليا
- عيادة تولين للقانون البيئي
- كلية ييل للحقوق